# Нгујен Туан Анх
Нгујен Туан Анх (16. мај 1995) вијетнамски је фудбалер.

## Репрезентација
За репрезентацију Вијетнама дебитовао је 2016. године. За национални тим одиграо је 7 утакмица и постигао 1 гол.

## Статистика
| Вијетнам | Вијетнам | Вијетнам |
| Год.     | Ута.     | Гол.     |
| -------- | -------- | -------- |
| 2016     | 6        | 1        |
| 2017     | 1        | 0        |
| Укупно   | 7        | 1        |